# Ena (音響効果)
eNa（いいな）は、音響効果技師の山田稔が起こした音響効果制作および音響制作を主な事業内容とする日本の企業である。

## 概要・沿革
代表の山田稔は主にフジテレビ系のテレビ番組で音響効果・選曲を手がけていたが、次第にアニメ作品の音響効果へシフト。本社を設立して以後は完全にアニメ・映画の音響制作、効果会社として活躍している。
代表の山田は元々テレビアニメ『蒼き流星SPTレイズナー』の主題歌「メロスのように」でデビューしたバンドAIRMAIL from NAGASAKIの一員という異色な経歴。近年では音楽制作も手掛けており、格闘技イベント「PRIDE」のテーマ曲を作曲家高梨康治と共に制作して、世界中の格闘ファン、選手を唸らせた。2008年から始まった新しい格闘技イベントDREAMのテーマ（オープニング）曲も制作している。
アニメ作品でも『地球へ…』や『地獄少女』などのサウンドトラックも制作している。また2010年にはGackt主演の舞台『眠狂四郎〜無頼控〜』の音響としても活躍している。
さらに『BLOOD+』・『PERSONA -trinity soul-』で音響プロデューサーとして、『閃光のナイトレイド』では音響監督（演出）として制作を担当している。
ちなみに、今や業界で標準となった音響機材 デジデザイン Pro Tools の先駆者でもある。1990年に発売された サウンドデザイナー（まだ2chだった）からのユーザーで当時アメリカに渡ってデジデザイン社（AVID傘下になる前）に訪れた事もあるらしい。初期のデジデザインのデモにも積極的に参加して国内普及に努めた。

## 所属スタッフ
- 山田稔 （OCBプロ→J-WORKS→）
- 白石唯果

## 元所属スタッフ
- 高梨絵美（→フリーランス）
- 高木花江（→フリーランス）
- 野口亜希子

## これまで担当した作品

### テレビアニメ
1996年
- 逮捕しちゃうぞ（選曲+音響効果）
- るろうに剣心 -明治剣客浪漫譚-（音響効果）

1998年
- スーパーミルクチャン（音響効果）

1999年
- 今、そこにいる僕（音響効果）
- 逮捕しちゃうぞ Special（選曲+音響効果）

2000年
- ヴァンドレッド（音響効果）
- ゲートキーパーズ（選曲+音響効果）
- 風まかせ月影蘭（音響効果）
- HAND MAID メイ（音響効果）

2001年
- 逮捕しちゃうぞ SECOND SEASON（選曲+音響効果）
- ヴァンドレッド The second stage（音響効果）
- ちっちゃな雪使いシュガー（選曲+音響効果）
- 魔法少女猫たると（音響効果）
- 破壊魔定光（音響効果）
- チャンス〜トライアングルセッション〜（音響効果）
- スターオーシャンEX（音響効果）
- HELLSING（音響効果）

2002年
- 王ドロボウJING（音響効果）
- GetBackers-奪還屋-（選曲+音響効果）
- キディ・グレイド（選曲+音響効果）
- アクエリアンエイジ Sign for Evolution（音響効果）
- YOU'RE UNDER ARREST 〜逮捕しちゃうぞ〜（選曲+音響効果）
- ちょこッとSister（音響効果）
- SAMURAI DEEPER KYO（音響効果）

2003年
- ストラトス・フォー（音響効果）
- カレイドスター（選曲+音響効果）
- ポポロクロイス (アニメ)（音響効果）
- R.O.D -THE TV-（音響効果）
- ぽぽたん（音響効果）

2004年
- ジパング（音響効果）
- ローゼンメイデン（選曲+音響効果）
- 魔法少女リリカルなのは （音響効果）
- マリア様がみてる（音響効果）
- マリア様がみてる〜春〜（音響効果）
- これが私の御主人様（音響効果）
- 爆裂天使（選曲+音響効果）
- 月詠 -MOON PHASE-（音響効果）
- パンダーゼット（音響効果）

2005年
- BLOOD+（音響プロデューサー）（音響効果）
- 地獄少女（音響効果）
- ローゼンメイデン トロイメント（選曲+音響効果）
- 魔法少女リリカルなのはA's（音響効果）
- トリニティ・ブラッド （音響効果）
- エレメンタル ジェレイド （音響効果）
- SPEED GRAPHER （選曲+音響効果）

2006年
- 地獄少女 二籠（音響効果）
- ローゼンメイデン オーベルテューレ（選曲+音響効果）
- 南の島の小さな飛行機 バーディー（音響効果）
- 夜明け前より瑠璃色な 〜Crescent Love〜（音響効果）
- ショートDEアニメ魂（音響効果）
- REC（音響効果）
- CODE-E（音響効果）
- びんちょうタン（音響効果）
- 少年陰陽師（音響効果）

2007年
- 逮捕しちゃうぞ フルスロットル（選曲+音響効果）
- 地球へ…（音響効果）
- 魔法少女リリカルなのはStrikerS（音響効果）
- シムーン（音響効果）
- Mission-E（音響効果）

2008年
- 地獄少女 三鼎（音響効果）
- PERSONA -trinity soul-（音響プロデューサー）
- 紅（選曲+音響効果）
- 夜桜四重奏 〜ヨザクラカルテット〜（選曲+音響効果）
- クリスタル ブレイズ（音響効果）
- セキレイ（音響効果）

2009年
- マリア様がみてる 4thシーズン（音響効果）
- 戦場のヴァルキュリア -VALKYRIA CRONICLES-（音響効果）
- 夢色パティシエール（音響効果）
- エグザムライ戦国（音響効果）

2010年
- 屍鬼（音響効果）
- セキレイ〜Pure Engagement〜（音響効果）
- 閃光のナイトレイド（音響演出+音響効果）
- ぬらりひょんの孫（音響効果）

2011年
- ぬらりひょんの孫〜千年魔京〜（音響効果）

2012年
- リコーダーとランドセル（音響効果）
- ゆるめいつ 3でぃ（音響演出+音響効果）
- シャイニング・ハーツ 〜幸せのパン〜（音響効果）
- 超訳百人一首 うた恋い。（音響効果）
- 夏雪ランデブー（選曲+音響効果）
- 新世界より（音響効果）

2013年
- ぼくは王さま（音響演出+音響効果）
- リコーダーとランドセル ミ☆（音響演出+音響効果）
- 義風堂々!! 兼続と慶次（音響効果）

2014年
- ノラガミ（音響演出+音響効果）
- Wasimo（ワシモ）第1期、第2期（音響効果）
- 月刊少女野崎くん（選曲+音響効果）
- デンキ街の本屋さん（音響効果）

2015年
- DIABOLIK LOVERS MORE,BLOOD（選曲）
- Wasimo（ワシモ）第3期（音響効果）
- Dance with Devils（音響効果）
- ノラガミ ARAGOTO（音響効果）

2016年
- OZMAFIA!!（音響効果）
- TO BE HERO（音響効果）
- 奇異太郎少年の妖怪絵日記（音響効果）
- Wasimo（ワシモ）第4期（音響効果）

2017年
- アイドル事変（音響効果）
- 覆面系ノイズ（音響効果）
- 剣王朝（音響効果）
- 地獄少女 宵伽（音響効果）
- Wasimo（ワシモ）第5期（音響効果）

2018年
- Wasimo（ワシモ）第6期（音響効果）
- ３D彼女リアルガール（音響効果）
- 多田くんは恋をしない（音響効果）
- TO BE HEROINE（音響効果）
- はるかなレシーブ（音響効果）
- 爆釣バーハンター　（音響効果）
- 軒轅剣 蒼き曜（音響効果）

2019年
- 五等分の花嫁　（音響制作、音響効果）
- ３D彼女リアルガール２期（音響効果）
- なむあみだ仏っ！（音響効果）
- Wasimo（ワシモ）第7期（音響効果）
- 放課後さいころ倶楽部（音響効果）
- ダンベル何キロ持てる？（音響効果）
- アフリカのサラリーマン（音響効果）
- しおひガールズ（音響制作、音響効果）

2020年
- Wasimo（ワシモ）第8期（音響効果）
- ARP Backstage Pass（音響効果）
- ふしぎ駄菓子屋 銭天堂（音響効果）
- 魔王城でおやすみ（音響効果）
- オルタード・カーボン: リスリーブド Netflix（音響効果）

### OVA・映画
- 逮捕しちゃうぞ
- 逮捕しちゃうぞ the MOVIE
- るろうに剣心 -明治剣客浪漫譚-
  - 維新志士への鎮魂歌
  - 追憶編
  - 星霜編
  - 新京都編
- A KITE
- AMON デビルマン黙示録
- コゼットの肖像
- R.O.D -READ OR DIE-
- ヨコハマ買い出し紀行 -Quiet Country Cafe'-
- ヴァンドレッド 激闘篇
- メルティランサー The Animation
- マリア様がみてる 3rdシーズン
- パラサイトドールズ
- おとぎ銃士 赤ずきん（OVA版）
- ねとらん者 THE MOVIE
- らんま1/2 悪夢!春眠香
- 戦場のヴァルキュリア3 -誰がための銃瘡-
- へっぽこエスパーなごみ!（ひめキュンフルーツ缶主演）（2012年 映画 選曲、効果）
- 秘密結社鷹の爪 鷹の爪GO 〜美しきエリエール消臭プラス〜
- パンドラとアクビ　劇場（2019年）
- 爆釣バーハンター　劇場（2019年　東映まんがまつり）

## イベント 舞台
- 格闘技イベント PRIDE
- 格闘技イベント 武士道
- 格闘技イベント DREAM
- 朗読劇「原画と朗読で綴る サイボーグ009の世界」
- 舞台　眠狂四郎（NEMURI×GACKT PROJECT）